# Theodor Mundt
Pour les articles homonymes, voir Mundt.

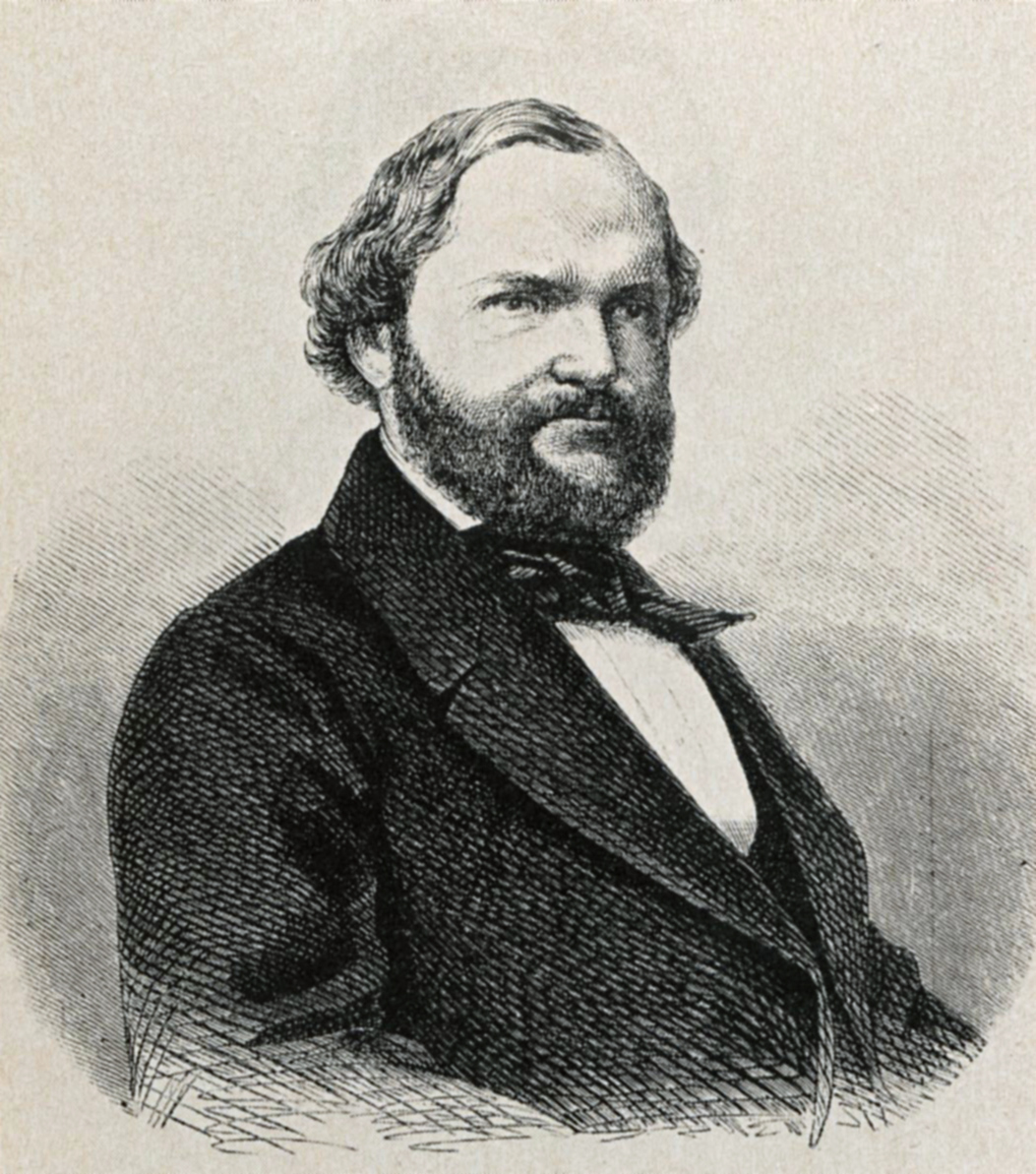
Theodor Mundt

Theodor Mundt (né le 19 septembre 1808 à Potsdam et mort le 30 novembre 1861 à Berlin) était un écrivain allemand.

## Vie
Le père de Theodor Mundt, décédé avant la naissance de son fils, était greffier. La mère de Theodor s'installe avec son fils à Berlin lorsqu'il a onze ans. Il y étudie au lycée de Joachimsthal et obtient son diplôme (Reifezeugnis - équivalent du baccalauréat) le 5 octobre 1825. Il étudie à la Faculté de droit de l'Université de Berlin à partir d'octobre 1825. En mai 1826, il rejoint la Faculté des lettres, où il suit les cours d'August Boeckh, de Karl Lachmann, de Friedrich von Raumer, de Henri Chevalier et de Hegel. Le 20. Avril 1830, il obtient son doctorat grâce à une thèse en philologie classique et rhétorique à Erlangen. 
Pendant ses études à Berlin, Mundt avait déjà accès à certains journaux, comme le Schnellpost für Literatur, Theater und Geselligkeit de Moritz Gottlieb Saphir publié à Berlin et le Berliner Conversations-Blatt de Georg Wilhelm Heinrich Häring, qu'il publie sous le pseudonyme de Willibald Alexis et qui fusionne en 1830 avec le Freimüthigen.
Critique et journaliste, Mundt était l'un des porte-parole de la Mouvement de la Jeune Allemagne. Ses romans Moderne Lebenswirren et Madonna. Unterhaltungen mit einer Heiligen comptent parmi les productions littéraires les plus importantes de la Jeune Allemagne.  Toutes ses publications sont interdites par le décret fédéral du 10. décembre 1835, aux côtés de celles de Heinrich Heine, Karl Gutzkow, Ludolf Wienbarg et Heinrich Laube. En 1840, Mundt publie Heine, Börne und das sogenannte junge Deutschland, un essai important sur l'histoire de ce mouvement interdit et dont les membres furent soumis à des poursuites. 
Theodor Mundt se marie en 1839 avec Clara Mundt, née Müller, qui écrivit sous le pseudonyme de Luise Mühlbach (de) un grand nombre de biographies et de romans historiques et qui compte parmi les auteures les plus populaires dans la seconde moitié du XIXe siècle.

## Œuvres (Sélection)
- Die Einheit Deutschlands in politischer und ideeller Entwickelung. Leipzig: F.A. Brockhaus, 1832.
- Kampf eines Hegelianers mit den Grazien. Eine philosophische Humoreske. In: Theodor Mundt (Hrsg.): Kritische Wälder. Blätter zur Beurtheilung der Literatur, Kunst und Wissenschaft unserer Zeit. Leipzig 1833, S. 33–58.
- Moderne Lebenswirren. Briefe und Zeitabenteuer eines Salzschreibers. Reichenbach, Leipzig 1834.
- [Anon.:] Charlotte Stieglitz, ein Denkmal. Veit, Berlin [1835].
- Madonna. Unterhaltungen mit einer Heiligen. Reichenbach, Leipzig 1835.
- Charaktere und Situationen. Vier Bücher, Novellen, Skizzen, Wanderungen auf Reisen und durch die neueste Literatur. 2 Bände, Schmidt & Cossel, Wismar, Leipzig 1837.
- Die Kunst der deutschen Prosa. Aesthetisch, literargeschichtlich, gesellschaftlich. Veit und Comp., Berlin 1837; Faksimiledruck nach der 1. Aufl. Mit einem Nachw. v. Hans Düvel. Vandenhoeck & Ruprecht, Göttingen 1969 (Deutsche Neudrucke. Reihe Texte des 19. Jahrhunderts).
- Spaziergänge und Weltfahrten. 3 Bände, Hammerich, Altona 1838–1839.
- Heine, Börne und das sogenannte Junge Deutschland. Bruchstücke. 1.-9. In: Der Freihafen. Altona, 1840, Heft 4, S. 182–274
- Thomas Müntzer. Ein deutscher Roman. Hammerich, Altona 1841. (Digitalisat)
- Carmela oder die Wiedertaufe. Ein Roman. Kius, Hannover 1844. (Digitalisat)
- Aesthetik. Die Idee der Schönheit und des Kunstwerks im Lichte unserer Zeit. M. Simion, Berlin 1845; Faksimiledruck nach der 1. Aufl. Mit einem Nachw. v. Hans Düvel. Vandenhoeck & Ruprecht, Göttingen 1966 (Deutsche Neudrucke. Reihe Texte des 19. Jahrhunderts).
- Die Matadore. Ein Roman aus der Gegenwart. 2 Bände, Brockhaus, Leipzig 1850 (Digitalisat)
- Niccolò Machiavelli und der Gang der europäischen Politik. Leipzig 1851 (Digitalisat der 3. Auflage 1861)
- Geschichte der Literatur der Gegenwart. Vorlesungen. Von dem Jahre 1789 bis zur neuesten Zeit. Simion, Leipzig 1853. (Überarb. u. erw. Fassung der ersten Ausgabe von 1842.)
- Geschichte der deutschen Stände nach ihrer gesellschaftlichen Entwickelung und politischen Vertretung. Berlin 1854 (Digitalisat)
- Pariser Kaiser-Skizzen. 2 Bände, Janke, Berlin 1857.
- Italienische Zustände. Zweiter Theil: Rom und Pius IX. Otto Janke, Berlin 1859.

## Périodiques édités par Mundt
- Schriften in bunter Reihe. Zur Anregung und Unterhaltung. Reichenbach, Leipzig 1834.
- Literarischer Zodiacus. Schriften in bunter Reihe zur Anregung und Unterhaltung [ab Juli 1835: Journal für Zeit und Leben, Wissenschaft und Kunst]. Reichenbach, Leipzig 1835–1836. 2 Jahrgänge. (Vom Jahrgang 1836 erschien nur das erste Heft.)
- Dioskuren. Für Wissenschaft und Kunst. Schriften in bunter Reihe. Band 1–2. Veit, Berlin 1837–1837.
- Der Delphin. Ein Almanach. Hammerich, Altona 1838–1839. 2 Jahrgänge.
- Der Freihafen. Galerie von Unterhaltungsbildern aus den Kreisen der Literatur, Gesellschaft und Wissenschaft. Hammerich, Altona 1838–1844. 7 Jahrgänge.
- Der Pilot. Allgemeine Revue der einheimischen und ausländischen Literatur- und Völkerzustände. Hg. von der Redaction des Freihafens [ab 1841, Nr. 87 Redaktion: Theodor Mundt; ab 1842, Nr. 125 Redaktion: Friedrich Saß]. Hammerich, Altona 1840–1842. 3 Jahrgänge.

## Liens
- Notices dans des dictionnaires ou encyclopédies généralistes :   - Brockhaus
  - Deutsche Biographie
  - Enciclopedia De Agostini
  - Nationalencyklopedin
  - Store norske leksikon
- Notices d'autorité :   - VIAF
  - ISNI
  - BnF (données)
  - IdRef
  - LCCN
  - GND
  - Pays-Bas
  - Pologne
  - Israël
  - NUKAT
  - Vatican
  - Norvège
  - Tchéquie
  - Grèce
  - WorldCat
- (de) « Publications de et sur Theodor Mundt », dans le catalogue en ligne de la Bibliothèque nationale allemande (DNB).
- (de) Œuvres par et sur Theodor Mundt dans la Deutschen Digitalen Bibliothek
- (de) Œuvres de Theodor Mundt. in: Zeno.org.
- (de) Manuscrits et lettres de Mundt dans Bibliotheken und Archiven
- (de) Mundt: Die Lyrik, 1846; dans Projekt „Lyriktheorie“